# Cerkev sv. Mihaela, Brdo (Šmohor)
Rimskokatoliška župnijska cerkev Brdo (nemško Egg), ki je posvečena svetemu Mihaelu, se nahaja v mestni občini  Šmohor - Preseško jezero v  Spodnji Ziljski dolini  v političnem okraju Šmohor na avstrijskem Južnem Koroškem. 
Župnija spada v dekanijo Šmohor v Krški škofiji. Do leta 1938 je bila uradno slovenska fara in je danes uradno dvojezična.   Župnijska cerkev je pod spomeniškim varstvom.

## Zgodovina cerkve
Župnija je bila leta 1244 prvič omenjena v listini.

## Arhitektura
Cerkev je srednje velik utrjen kompleks. Cerkev je triladijska s triladijskim korom enake višine in širine s triosminskim zaključkom. Okoli leta 1480 je bila na južni strani prizidana kapela. Severno od prezbiterija je zakristija s poševnim pravokotnim oknom in obokano odprtino z železnimi vrati. Med zakristijo in ladjo je stolp z visoko kletjo in majhnim koničastim obokanim oknom. Nad njim sta večji, koničasto obokani zvočni okni in koničasta šlemna streha. Stolpno stopnišče je v prizidku zahodno od stolpa s poševno zaključenim koničastim obokanim portalom in koničastim obokanim oknom. Ob koncu kora in na vzhodnem delu prizidka kapele stavbo podpirajo nežni, preprosto stopničasto oblikovani trikotni oporniki. Freska na zunanji strani severne stene prezbiterija, ki je bila odlomljena ob razbitju okna, je označena z napisom 1488 - C.P.A.M.E.G.X in je bila odkrita leta 1945. V poslikanem arhitekturnem okvirju so upodobljeni oznanjenje, sv. Janez Evangelist in verjetno tudi vstajenje. Na zunanji strani vzhodne stene prizidka kapele se je ohranila predhodna risba gotskega sv. Krištofa. Ogivalni, profilirani južni portal ima železno vezana vrata, prav tako kot zahodni portal.
Ladja ima rebrasti sklepnik s kvadratnimi in okroglimi ključnimi kamni nad okroglimi profili z glavnimi obroči. V ladji stoji na lesenih stebrih dvonadstropna lesena zahodna galerija z leseno balustrado iz obdobja baroka. 
Freska Poklon kraljev na severni steni ladje je bila naslikana okoli leta 1420/30, fragment s Kristusovo glavo pa v 15. stoletju. Iz južne stene ladje v zahodno od obeh stranskih kapel vodi nizka, poševno zaključena arkada s koničastim lokom. V kvadratnem prostoru na konzolah počiva zvezdasto rebrasti sklepnik z armiranimi zaključki. Velika lancetna okna v ladji in stranski kapeli so bila zastekljena pred kratkim. Vdolbinasti, žlebičasti, oglejski triumfalni lok povezuje ladjo s pevsko emporo. V koru se nad preprostimi okroglimi servisi s kapiteli dviga mrežast rebrasti sklepnik z oklepnim ključnikom. Leta 1835 so bila rebra kora odrezana, leta 1969 pa obnovljena.
Kor osvetljujeta dve visoki obokani okni. Na severni steni kora je okroglo obokan portal, ki vodi v dvonadstropno zakristijo z nepravilnimi grebenskimi sklepniki. Srednje visok koničast obok z žlebičastim razkritjem na južni strani kora tvori vhod v Marijino kapelo. Nad prostorom z nepravilnim tlorisom se na konzolah opira rebrasti sklepnik. Rebrasti sklepnik ima armiran ključnik in vdolbene štirioglate plošče s polfiguralnimi upodobitvami sv. Katarine, svete Barbare in svetega Erazma. V dveh lancetnih oknih je ohranjena prvotna obloga. 
Vitraž iz leta 1490 na tridelnem oknu prikazuje skupino križanja z Marijo in svetim Janezom, pod njima pa sveto Barbaro, ob kateri stojita Gandolf von Khuenburg in njegova žena Doroteja. Vitraž na dvodelnem oknu je nastal istočasno in prikazuje apostola Bartolomeja in Juda Tadeja. 
Marijina kapela je bila pokopališka kapela gospodov iz Khuenburga. V južno steno sta vgravirana heraldična nagrobnika Gandolfa von Khuenburga († 1493) in Christopha von Kheunburga († 1542). V kapelici je krstilnik za sveto vodo označen z letnico 1424.

## Notranja oprema
Klasicistični glavni oltar je leta 1837 izdelal Joseph Stauder iz Sextena. Figuri nadangela Mihaela stojita ob strani apostolska kneza Peter in Pavel. Zgornja slika prikazuje Boga Očeta.
Oltar v zahodni kapeli je stebriščni oltar iz leta 1648 na visokem podstavku s peskanim trikotnim frontonom, edikulo s konzolnim pilastrom kot vrhom in hrustančnim delom kot krono. V osrednji niši je skupina figur, ki prikazuje kronanje Device Marije, v stranskih nišah pa sta kipa svetega Štefana in svetega Roka. Osrednji del s Kristusovim krstom obkrožata ženski in moški lik svetnikov. Kip svetega Janeza Nepomuka stoji na menzi.
Oltar v Marijini kapeli je nastal okoli leta 1680 in je sestavljen iz edikule nad visokim podstavkom, manjše edikule kot nastavka, hrustančnega okvirja kot krone in stranskih ušes, okrašenih s hrustanci. V osrednji niši je figura Device z otrokom v avreoli. Slika na vrhu prikazuje ustanovitelje, krona pa je slika svetega Martina in svetega Boštjana.
Nad zmagovalnim lokom je kiparska upodobitev Svete Trojice s konca 18. stoletja. Oljna slika s padcem angelov v zahodni stranski kapeli je bila naslikana okoli leta 1820/30. Konzolni lik svetega Martina je nastal okoli leta 1470/80, vodnjak za sveto vodo pa je iz 16. stoletja.
Neogotske orgle je leta 1882 postavil koroško slovenski izdelovalec orgel Franc Grafenauer (1860-1935) iz Šmohora na severni stranski galeriji 

## sklici
1. ↑   Bojan-Ilija Schnabl: Pfarrkarte der Diözese Gurk/Krška škofija 1924. V: Enciklopedija slovenske kulturne zgodovine na Koroškem, Dunaj, Weimar, Köln, (Böhlau) 2016, 2. zv., str. 1027-1034.
2. ↑  Seznam_dekanij_Krške_škofije
3. ↑  Maja Francé: Grafenauer Franc. V: Enciklopedija slovenske kulturne zgodovine na Koroškem, Dunaj, Weimar, Köln, (Böhlau) 2016, 1. zv., str. 447-448.